# Gerrit
Gerrit，一種开放源代码的代碼審查软件，使用网页界面。利用網頁瀏覽器，同一個团队的软件开发者，可以相互审阅彼此修改后的代码，決定是否能够提交，回退或是继续修改。它使用版本控制系統Git作为底层。

## 歷史
它分支自Rietveld，作者為Google公司的Shawn Pearce，原先是為了管理Android計畫而產生。這個軟體的名稱，來自於荷蘭設計師赫里特·里特费尔德（Gerrit Rietveld）。
因為對访问控制表（ACL）相關的修正，沒有被整合進Rietveld，之後Gerrit就由Rietveld分支出來，形成獨立軟體專案。

## 技術
最早它是由Python寫成，在第二版後，改成用Java與SQL。使用Google Web Toolkit來產生前端的JavaScript。

## 著名用户
- Android[5]
- CollabNet（英语：CollabNet）[6]
- CyanogenMod[7]
- eBay[8]
- Eclipse基金会[9]
- Ericsson
- Garmin[10]
- Gilt Groupe（英语：Gilt Groupe）[11]
- Go[12]
- GWT[13]
- Kitware（英语：Kitware） (e.g. CMake)[14]
- LibreOffice[15][16]
- MediaWiki[17][18]
- OpenStack[19][20]
- Qt[21]
- SAP SE[22]
- Scilab[23]
- TYPO3[24][25]
- Tizen[26]
- TubeMogul（英语：TubeMogul）[27][28]
- Vaadin（英语：Vaadin）[29]

## 外部連結
- 官方网站
- Gerrit的视频演示（页面存档备份，存于）
- 用Eclipse Mylyn、Git、Gerrit和Hudson有效的开发 （页面存档备份，存于）